# Middelfrans
Het Middelfrans was de rechtstreekse voorloper van het moderne Frans. Deze taal werd van ongeveer 1340 tot 1611 gesproken in een groot deel van Frankrijk. Het Middelfrans onderscheidde zich nog meer dan het Oudfrans van de andere Langues d'oïl en het Occitaans, en werd tevens de officiële taal van Frankrijk. In 1539 besliste Frans I door middel van het Edict van Villers-Cotterêts dat het Frans in Frankrijk de enige bestuurstaal moest zijn. Hiermee kreeg het uit het Francien ontstane dialect dus de status van standaardtaal en werden zaken als bestuur en rechtspraak, die voorheen altijd in het Latijn gebeurden, nu in die taal gedaan. Overigens ging dit geenszins ten koste van het gebruik van andere in Frankrijk gesproken Romaanse talen zoals het Arpitaans en Occitaans, en de standaardisering van het Middelfrans wordt door de meeste taalkundigen dan ook niet als een "triomf" van deze taal ten opzichte van andere gezien.
De spelling van het Middelfrans werd erg chaotisch van aard. In 1550 stelde Jacques Peletier du Mans een geheel nieuw fonetisch schrift voor het Frans met nieuwe typografische tekens voor, maar deze poging tot spellingshervorming vond geen ingang.
De in het Middelfrans geschreven literatuur gebruikte woorden en grammatica waren aan het begin van de 17e eeuw volledig gestandaardiseerd en vormden zo de basis voor de eerste fase van het moderne Frans. Dit zogeheten klassieke Frans werd in de 17e en 18e eeuw gesproken.

## Kenmerken

#### Grammatica
Voor het beschrijven van de grammatica van het Middelfrans baseert men zich vooral op het Livre des merveilles du monde van Jean de Mandeville. Het meest typerend voor het Middelfrans is de overgang naar een vrijwel volledig analytische taal, door het volledig verdwijnen van elke vorm van verbuiging. Dit proces was al sinds de periode van het Laatlatijn aan de gang in alle Romaanse talen. Alle Franse meervouden kregen dezelfde uitgang -s, en ook werd er bij mannelijke woorden geen onderscheid meer gemaakt tussen de nominatief en de accusatief (bij vrouwelijke woorden was dit onderscheid in het Oudfrans al verdwenen). Dit had automatisch tot gevolg dat vaste woordvolgorde een belangrijkere rol ging spelen. Deze woordvolgorde is grotendeels hetzelfde gebleven in het moderne Frans, met uitzondering van het feit dat het werkwoord tot aan het begin van de 16e eeuw standaard op de tweede plaats in de zin stond.

#### Woordenschat
In deze periode van het Frans deden de meeste leenwoorden uit het Latijn, Grieks en andere Romaanse talen hun intrede in het Frans, meestal in aangepaste vorm. Met name uit het Italiaans werden veel woorden overgenomen die met name te maken hadden met het leger (alarme, cavalier, espion, infanterie, camp, canon, soldat), de architectuur (architrave, balcon, corridor) en de literatuur (sonnet). Dit was een rechtstreeks gevolg van het feit dat als gevolg van de Italiaanse Oorlogen de Franse cultuur in contact was gekomen met het Italiaanse humanisme, dat een grote invloed op de Franse cultuur uitoefende. Ook verkeerden er in dezelfde periode nogal wat invloedrijke personen van Italiaanse komaf binnen de kringen van het Franse koningshuis, in het bijzonder de Medici. In dezelfde periode werden enkele woorden overgenomen uit het Spaans (bijvoorbeeld casque, "helm") en uit het Duits (bijvoorbeeld reître, "ruiter, ridder"). De tendens om Italiaanse woorden in het Frans over te nemen is voortgezet tijdens de periode van het klassieke Frans.
Door contacten met het Engels werden ook enkele Engelse woorden met een Normandische herkomst teruggeleend in het Middelfrans. Op deze manier ontstonden in het Frans dus doubletten.